# Sverige ved sommer-OL 2012
Sverige deltog ved sommer-OL 2012 i London, Storbritannien, fra 27. juli til 12. august 2012. Sverige har deltaget ved samtlige Sommer-OL i den moderne ære, med undtagelse af Sommer-OL 1904 i St. Louis, USA. Sveriges Olympiske Komite sendte 134 atleter til legene fordelt på 55 mænd og 79 kvinder som deltog i 20 forskellige discipliner. For anden gang i Sverige olympiske historie var landet repræsenteret af flere kvinder end mænd.

Sverige vandt i alt 8 olympiske medaljer (1 guld, 4 sølv, og 3 bronze), hvilket var det samme som landet opnåede ved legene i Tokyo og Atlanta. Der blev vundet to medaljer i sejlsport, to i brydning og en i hestesport, håndbold og triatlon. For første gang siden 1992, vandt Sverige mere end en medalje i brydning. 
I blandt Sveriges medaljevindere var sejlerne Fredrik Lööf og Max Salminen, som sammen vandt Sveriges eneste guldmedalje i London og den første i otte år. Lisa Nordén, som blev nr. 18 i Beijing, blev den første svenske atlet, som vandt en olympisk medalje i kvindernes triathlon. 

## Medaljer
| 2012 London | Guld | Sølv | Bronze | Total |
| Sverige     | 1    | 4    | 3      | 8     |

## Medaljevindere
| Sverige under OL 2012 i London | Sverige under OL 2012 i London | Sverige under OL 2012 i London | Sverige under OL 2012 i London | Sverige under OL 2012 i London                                             |
| Medaljer                       | Atlet | Sport                          | Disciplin                      | Resultat                                                                   |
| ------------------------------ | --- | ------------------------------ | ------------------------------ | -------------------------------------------------------------------------- |
| Guld                           | Fredrik Lööf Max Salminen | Sejlsport                      | Starbåd mænd                   |                                                                            |
| Sølv                           | Håkan Dahlby | Skydning                       | Dobbelt trap mænd              | 186 point                                                                  |
| Sølv                           | Sara Algotsson Ostholt på «Wega» | Ridning                        | Military, individuelt          |                                                                            |
| Sølv                           | Lisa Nordén | Triatlon                       | Damer                          | 1:59:48,00                                                                 |
| Sølv                           | Kim Andersson Mattias Andersson Dalibor Doder Niclas Ekberg Kim Ekdahl du Rietz Mattias Gustafsson Johan Jakobsson Magnus Jernemyr Tobias Karlsson Jonas Källman Jonas Larholm Andreas Nilsson Fredrik Petersen Johan Sjöstrand Mattias Zachrisson | Håndbold                       | Mænd                           | Kvartfinale: 24–22 Danmark Semifinale: 27–26 Ungarn Finale: 21–22 Frankrig |
| Bronze                         | Johan Eurén | Brydning                       | Græsk-romersk stil 120 kg mænd |                                                                            |
| Bronze                         | Jimmy Lidberg | Brydning                       | Græsk-romersk stil 96 kg mænd  |                                                                            |
| Bronze                         | Rasmus Myrgren | Sejlads                        | Laser mænd                     |                                                                            |

## Delegation
Sveriges Olympiska Kommitté (SOK) udtog 134 atleter, 55 mænd og 79 kvinder, som deltog i 20 sportsgrene. Det var Sveriges fjerde største OL-Hold uden for Sverige. Håndbold og kvinde fodbold var de eneste holdsport, som Sverige var repræsenteret i.